# Haplopus jamaicensis
Haplopus jamaicensis är en insektsart som först beskrevs av Dru Drury 1773.  Haplopus jamaicensis ingår i släktet Haplopus och familjen Phasmatidae. Inga underarter finns listade i Catalogue of Life.